# Pancerniki typu Wittelsbach
Pancerniki typu Wittelsbach – niemieckie pancerniki z okresu I wojny światowej należące do generacji przeddrednotów. Zbudowano pięć okrętów tego typu. Pierwsze trzy okręty weszły do służby w 1902 roku.

## Historia
Pancerniki typu Wittelsbach zostały zamówione w związku z programem rozbudowy floty z 1898 roku. Ich projekt techniczny bazował na rozwiązaniach technicznych zastosowanych na pancernikach typu Kaiser Friedrich III. Główne różnice w porównaniu do wcześniejszych okrętów to zastosowanie grubszego pancerza, a także pokład główny bez załamań (tzw. flush deck). W związku z wprowadzaniem po 1906 roku przez światowe floty do służby nowego typu pancerników – drednotów, starsze pancerniki przestały spełniać najnowsze wymagania i były przeznaczane do zadań szkolnych i pomocniczych. Po wybuchu I wojny światowej pancerniki typu Wittelsbach zostały wcielone w skład 4. eskadry pancerników, która operowała na Bałtyku. W 1916 roku okręty wycofano z czynnej służby, rozbrojono i wykorzystywano głównie do celów treningowych.   
Po I wojnie światowej cztery okręty złomowano. Zachowano jedynie „Zähringen”, który w 1927 roku został przebudowany na zdalnie sterowany bezzałogowy okręt-cel i w tej roli służył do grudnia 1944 roku, kiedy to został zatopiony w gdyńskim porcie przez alianckie lotnictwo.

## Zbudowane okręty
| Nazwa           | Stocznia                                       | Rozpoczęcie budowy | Data wodowania | Wejście do służby | Los okrętu     |
| --------------- | ---------------------------------------------- | ------------------ | -------------- | ----------------- | -------------- |
| SMS Wittelsbach | Kaiserliche Werft, Wilhelmshaven               | wrzesień 1899      | 03.07.1900     | 15.10.1902        | Złomowany 1921 |
| SMS Wettin      | Stocznia Schichaua w Gdańsku                   | październik 1899   | 06.06.1901     | 01.10.1902        | Złomowany 1921 |
| SMS Zähringen   | Friedrich Krupp Germaniawerft, Kilonia         | 21.11.1899         | 12.06.1901     | 25.10.1902        | Zatopiony 1944 |
| SMS Schwaben    | Kaiserliche Werft Wilhelmshaven, Wilhelmshaven | 15.09.1900         | 19.08.1901     | 13.04.1904        | Złomowany 1921 |
| SMS Meklenburg  | AG Vulcan, Szczecin                            | 15.05.1900         | 09.11.1901     | 25.06.1903        | Złomowany 1921 |